# Deinbollia oreophila
Deinbollia oreophila är en kinesträdsväxtart som beskrevs av Martin Roy Cheek. Deinbollia oreophila ingår i släktet Deinbollia och familjen kinesträdsväxter. Inga underarter finns listade i Catalogue of Life.